# Герберт Гувер
Герберт Кларк Гувер (англ. Herbert Clark Hoover; 10 серпня 1874 — 20 жовтня 1964) — тридцять перший президент США з 1929 по 1933 рік від Республіканської партії.

## Біографія

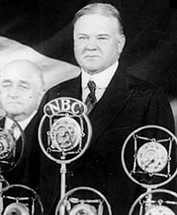
Гувер під час своєї президентської кампанії 1932.

Народився в Айові в сім'ї квакерів. Рід мав німецьке походження (первинне прізвище huber). Почав кар'єру як успішний гірничий інженер. Міністр торгівлі з 1921 до 1928 року. В 1920-ті роки Гувер керував ARA — добродійною організацією, що надавала, зокрема, допомогу голодуючим у Поволжі. Теоретик адміністрування, він стверджував, що є науково обґрунтований вихід зі всіх соціальних і економічних криз.
Проте правління Гувера, обраного президентом у 1928 році, ознаменувалося важкою економічною кризою — Великою депресією; політика laissez-faire (державного невтручання в економіку) довела своє повне банкрутство. Зійшла нанівець і репутація Гувера як вдалого менеджера, не зважаючи на спроби зменшити масштаби кризи, — на ті часи дуже сміливих спроб (збільшення податків і зростання державних витрат викликали навіть асоціації з лівою і соціалістичною політикою). Традиційно Гувера прийнято звинувачувати як президента, що не зумів запропонувати ефективної стратегії виходу з ситуації, на зразок Нового курсу його наступника Франкліна Рузвельта. Багато істориків, проте, вважають, що Гуверу просто не пощастило: на піку кризи жодні заходи не допомагали, і найдіяльніший президент наткнувся б на обмеження своїх повноважень, а реформи Рузвельта були здійснені і стали ефективними, коли нижча точка депресії була вже позаду. 1932 року Гувер зазнав нищівної поразки від Рузвельта, що переміг майже в усіх штатах; причиною поразки, окрім кризи, що тривала, вважають харизматичність і дар слова Рузвельта, непопулярність сухого закону і нездатність Гувера до внутрішньополітичних компромісів. Надалі був критиком етатистської політики Рузвельта, а потім виступав за те, щоб не втручатися в Другу світову війну і надати всю Європу Гітлеру. При Трумені і Ейзенхауері Гувер головував у комісії з реформи державного апарату, написав багато публіцистичних і історичних праць і до кінця свого довгого життя загалом реабілітувався в очах громадськості. Йому були влаштовані державні похорони.

### Допомога Україні
Україна має завдячувати Гуверу за організацію масштабної продовольчої допомоги в жахливі роки першого голодомору 1920–1922 років. Після завоювання більшовиками аграрних регіонів (України, Поволжя, Кубані) комісари Троцького приступили до тотальної конфіскації харчів у селян, що призвело до сильного голоду. В Америці вже до 1920 року стало ясно, що дії більшовицького уряду ведуть до страхітливого голоду в Росії. Спочатку американці створили невеликі рятувальні групи, але скоро стало зрозуміло, що йдеться про годування не менше 10–20 мільйонів чоловік. Загалом, за оцінками американців, тоді на теренах колишньої Російської імперії загинуло голодною смертю п'ять мільйонів сто тисяч людей. Одразу після приходу до влади Президент Гардінг у 1921 році призначив Герберта Гувера, тоді Міністра торгівлі й майбутнього президента, організувати допомогу через організацію Американська адміністрація допомоги (American Relief Administration, ARA). Президент Воррен Гардінг вибив через Конгрес 20 мільйонів доларів на допомогу голодуючим у Росії. Величезні гроші, зараз це близько мільярда доларів. Опозиції, що виступала проти допомоги, президент відповів «Дайте спокій вашим політичним іграм, люди вмирають з голоду, значить, спочатку їх треба нагодувати!». На ці гроші Гардінг і Гувер повністю організували свій персонал для доставки й розподілу харчів, одягу і ліків у Росії, оскільки люди Троцького всіляко протидіяли й саботували всі заходи американців. Відомо, що з більшовицького боку організацією «Помголом», яка завідувала розподілом допомоги голодуючим, командувала рідна сестра Троцького і дружина Каменева — Ольга Каменєва. Американська продовольча допомога припинилася зі смертю Гардінга.

## Ушанування пам'яті
На честь Герберта Гувера була названа унікальна гідротехнічна споруда — бетонна гребля заввишки 221 м і гідроелектростанція, споруджена в нижній течії р. Колорадо у США.

## Промови і виступи
- Герберт Гувер. Американський індивідуалізм (рос.) [Архівовано 27 квітня 2008 у Wayback Machine.]

## Індивідуальні досягнення
- Переклав англійською мовою і відредагував середньовічну пам'ятку гірничої справи De Re Metallica («Про гірництво та металургію») — перша європейська енциклопедія з гірництва та металургії Ґеорґіуса Аґріколи.